# Оранжевый пёстрый голубь
Оранжевый пёстрый голубь (лат. Ptilinopus victor) — вид птиц из семейства голубиные.

## Описание
Небольшая птица с длиной тела около 20 см. Голова самцов — золотисто-оливкового цвета с вытянутыми ярко-оранжевыми «волосками» на перьях. У самки оперение темно-зеленого цвета, хвост черноватый, нижняя сторона тела желто-оранжевая. Клюв, окологлазные кольца и ноги синевато-зелёного цвета. Радужная оболочка глаз белая. Хвост короткий.

## Ареал
Распространен на островах Тихого океана — эндемик Фиджи — обитает на острове Вануа-Леву и ряде других.

## Образ жизни
Оседлые птицы. Обитают в горных и равнинных тропических лесах. Гнездятся на деревьях. В кладке одно яйцо белого цвета. Питаются фруктами, ягодами, насекомыми.